# Фридрих фон Залм-Нойфвил
Фридрих I фон Залм-Нойфвил (на немски: Friedrich I von Salm-Neufville; * 3 февруари 1547, Даун; † 26 октомври 1608, Финстинген) е вилд- и рейнграф в Салм-Нойфвил, господар на Лангенщайн, Дилек, Финстинген и Боневил.

## Произход
Той е вторият син на Филип Франц фон Залм-Даун-Нойфвил (1518 – 1561), вилд- и рейнграф в Даун и Нойфвил, и съпругата му графиня Мария Египтиака фон Йотинген-Йотинген (1520 – 1559), дъщеря на граф Лудвиг XV фон Йотинген (1486 – 1557) и Мария Салома фон Хоенцолерн (1488 – 1548). Брат е на Йохан Филип II фон Салм (1545 – 1569), вилд- и Рейнграф в Даун, граф на Салм, Йохан Кристоф фон Даун-Грумбах (1555 – 1585), граф на Салм, вилд- и Рейнграф в Грумбах-Рейнграфщайн, и на Адолф Хайнрих фон Салм-Даун (1557 – 1606), вилд- и Рейнграф в Даун. Сестра му Елизабет (1540 – 1579) е омъжена през 1558 г. за граф Себастиан фон Даун-Фалкенщайн в Оберщайн (* ок. 1540). Сестра му Маргарета (1540 – 1600) е омъжена на 23 февруари 1555 г. за граф Йохан Герхард фон Мандершайд-Геролщайн († 1611).

## Фамилия
Първи брак: на 10 април 1570 г. с графиня Франциска фон Залм-Баденвайлер (* 1545; † 22 май 1587), дъщеря на Йохан VII фон Залм, Бранденбург († 15 март 1548), маршал на Лотарингия, и Луиза де Стайнвил († 1 юни 1586); те имат децата:
- Юлиана Урсула (1572 – 1614), омъжена 1592 г. за маркграф Георг Фридрих фон Баден-Дурлах (1573 – 1638)
- Франциска (ок. 1580 – 1619), омъжена 1598 г. за княз Йохан Георг I фон Хоенцолерн-Хехинген (1577 – 1623)
- Филип Ото (1575 – 1634), 1. княз на Залм 1623 г.; женен 1616 г. за Кристина де Крой († 1664)
- Йохан Георг (1580 – 1650), женен 1609 г. за графиня Маргарета фон Мансфелд (1592 – 1638); втори път 1644 г. за графиня Анна Мария фон Крихинген (1614 – 1676)
- Елизабет (ок. 1577 – 1611), абатиса в Ремиремонт
- Анна (1582 – 1636), омъжена 1605 г. за граф Йохан Райнхард I фон Ханау-Лихтенберг

Втори брак: на 27 май 1588 г. в Саарбрюкен с графиня Анна Емилия фон Насау-Вайлбург (* 26 юли 1549; † 7 януари 1598), дъщеря на граф Филип III фон Насау-Вайлбург (1504 – 1559) и Амалия фон Изенбург-Бюдинген (1523 – 1579); нямат деца
Трети брак: на 15 юли 1598 г. в Бирщайн с графиня Сибила Юлиана фон Изенбург-Бирщайн (* 29 януари 1574; † 2 май 1604), дъщеря на граф Филип II фон Изенбург-Бюдинген (1526 – 1596) (1526 – 1596) и Ирменгард фон Золмс-Браунфелс (1536 – 1577); те имат децата:
- Йохан Август († 1648), рицар от Малта
- Ернст Лудвиг († 1628), йезуит
- Ото Лудвиг
- Лудвиг Хайнрих
- Елизабет Юлиана (1602 – 1653), омъжена 1624 г. за граф Хайнрих IV Роус-Оберграйц (1597 – 1629); втори път 1637 г. за граф Хайнрих III Ройс-Шлайц (1603 – 1640)

Четвърти брак: на 21 октомври 1604 г. в Ербах с графиня Анна Амалия фон Ербах (* 10 юни 1577; † 1630), дъщеря на граф Георг III фон Ербах (1548 – 1605) и Анна фон Золмс-Лаубах (1557 – 1586); те имат децата:
- Фридрих I Магнус (1606 – 1673), вилд- и рейнграф в Нойфвил, женен 1635 г. за Маргерит Тисарт († 1670)
- Анна Мария (1606 – 1651), омъжена 1630 г. за граф Хайнрих V Ройс-Унтерграйц (1602 – 1667)
- Франциска